# آرسن زاخاریان

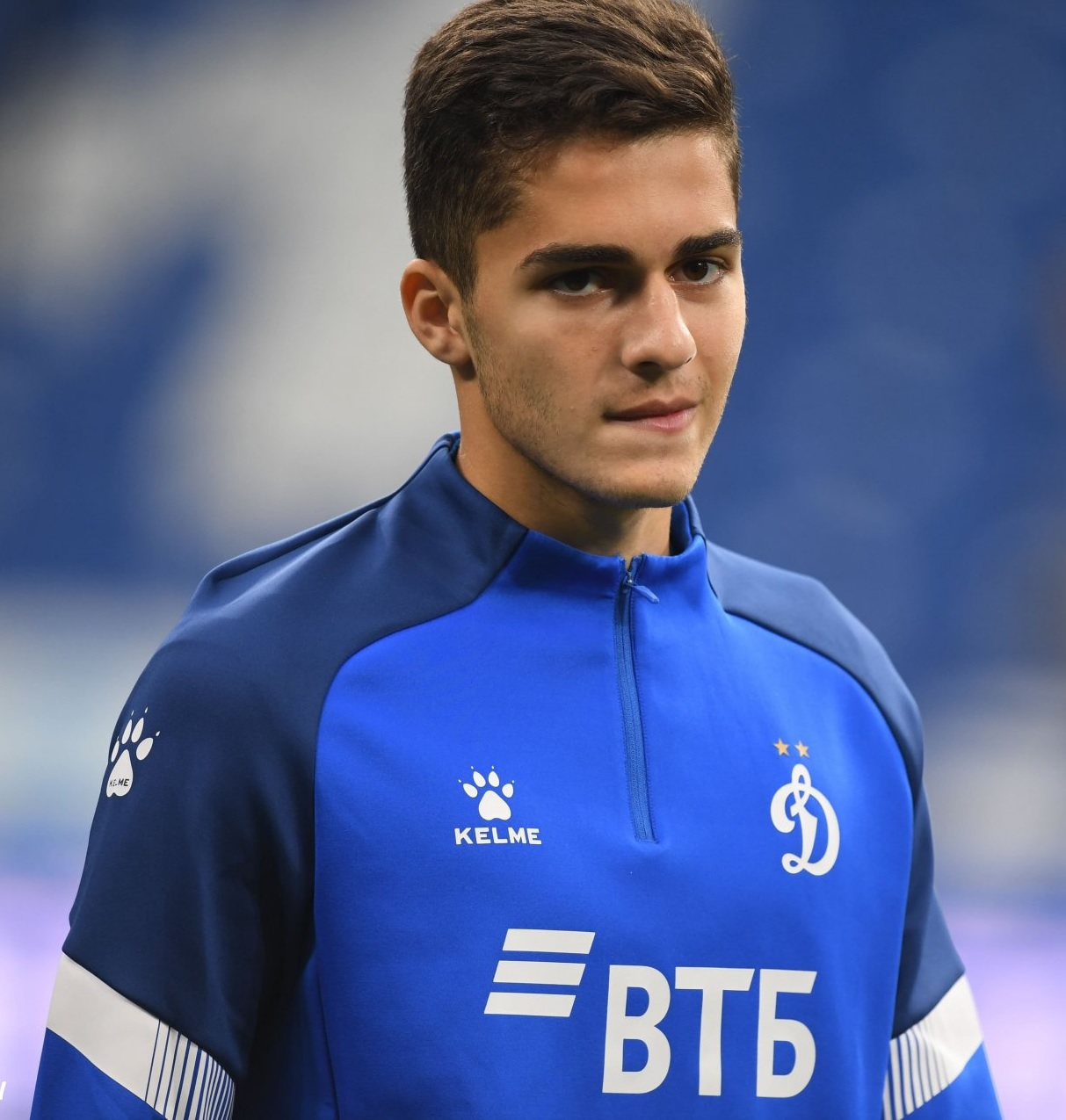

آرسن نورایری زاخاریان (ارمنی: Արսեն Զախարյան؛ روسی: Арсен Норайрович Захарян؛ زادهٔ ۲۶ مهٔ ۲۰۰۳ در سامارا) یک بازیکن فوتبال اهل روسیه است که برای باشگاه رئال سوسیداد بازی می‌کند.

## باشگاهی
از باشگاه‌هایی که در آن بازی کرده‌است می‌توان به باشگاه فوتبال کریلیا سووتوف سامارا و باشگاه فوتبال دینامو مسکو اشاره کرد.

## تیم ملی
وی همچنین در تیم‌های ملی فوتبال Russia national under-16 football team, Russia national under-17 football team، و زیر ۲۱ سال روسیه بازی کرده‌است.

## خانواده
والدین وی اصلاً اهل مارتاکرت، جمهوری آرتساخ می‌باشند که در جریان جنگ اول قره‌باغ به روسیه مهاجرت نمودند.